# Universitat de Tunis
La Universitat de Tunis (àrab: جامعة تونس, Jāmiʿat Tūnis) és una universitat amb seu a Tunis (Tunísia).
Va ser fundada el 1960 substituint les escoles universitàries existents. El 1988 es va dividir en 3 institucions, les universitats de Tunísia I, II i III, arran de la reestructuració de les institucions d'educació superior i investigació científica. Des del 2000 aquestes tres universitats mantenen quatre ubicacions.
La Universitat de Tunísia compta amb una seixantena d'especialitats distribuïdes entre 15 institucions d'educació superior i investigació. Té uns 32.000 estudiants supervisats per més de 1.300 professors.
L'any acadèmic 2004-2005 va augmentar l'obertura a l'exterior per permetre la cooperació entre les universitats per contribuir a aconseguir un espai euromediterrani d'educació superior i investigació.

## Organització
La universitat s'organitza en les institucions següents.
- Ecole Normale Supérieure (l'institut més antic de la universitat[2])
- Escola Superior de Ciències Econòmiques i Comercials
- Escola Superior de Ciències Tecnològiques
- Facultat de Ciències Humanes i Socials
- Institut Preparatori d'Enginyeria
- Institut Superior d'Estudis Literaris i Humanitats
- Institut Superior d'Art Dramàtic
- Institut Superior d'Activitats i Cultura Juvenil-Club
- Institut Superior de Belles Arts
- Institut Superior d'Estudis Aplicats a Humanitats
- Institut Superior d'Estudis Aplicats en Humanitats de Zaghouan
- Institut Superior de Gestió
- Institut Superior de Música
- Institut Superior de Patrimoni Artesanal
- Escola de Negocis de Tunis
- Institut Nacional del Patrimoni (Co-tutela amb el Ministeri de Cultura i Salvaguarda del Patrimoni)

## Alumnes destacats
- Hédi Annabi (4 de setembre de 1943[3] – 12 de gener de 2010[4]), diplomàtic representant del Secretari General de les Nacions Unides
- Noureddine Bhiri (nascut el 10 de juliol de 1958), polític tunisià
- Mohamed Brahmi (15 de maig de 1955 - 25 de juliol de 2013), polític tunisià
- Fatma Chamakh-Haddad (10 de març de 1936 - 2 de maig de 2013), professora, filòsofa, feminista i activista
- Fadela Echebbi (nascuda el 23 de gener de 1946), autora i poeta tunisiana
- Michel Foucault (15 d'octubre de 1926 - 25 de juny de 1984), historiador, filòsof i crític literari francès
- Mohamed Ghannouchi (nascut el 18 d'agost de 1941), l'antic Primer ministre de Tunísia i autoproclamat president en funcions del país durant unes hores a partir del 14 de gener de 2011
- Mohamed Ghozzi (nascut el 24 de febrer de 1949 a Kairouan), poeta i crític tunisià
- Hamadi Jebali (nascut el 12 de gener de 1949), primer ministre de Tunísia del desembre del 2011 al març del 2013
- Jeanne-Claude, (13 de juny de 1943, Casablanca - 18 de novembre de 2009, Nova York), artista ambiental
- Thouraya Jeribi Khémiri (nascut el 21 d'agost de 1960), ministre de Justícia.
- Souhayr Belhassen (nascut el 1943), activista dels drets humans i periodista.
- Sadok Chaabane (nascut el 23 de febrer de 1950), professor universitari.
- Abdelfattah Mourou (nascut l'1 de juny de 1948), polític i advocat.